# Courses épiques
Courses épiques (France) ou La Soirée du jockey (Québec) (Saddlesore Galactica) est le 13e épisode de la saison 11 de la série télévisée d'animation Les Simpson.

## Synopsis
Les Simpson se rendent à la foire régionale. Pour entrer gratuitement, Homer se fait passer pour un vétéran. Lisa passe un concours pour interpréter un morceau avec l'orchestre de sa classe, mais ils perdent devant une autre école qui utilisait des tubes fluorescents pour former un drapeau. Lisa est furieuse et écrit à Bill Clinton. Ils voient un cheval qui saute dans une piscine, mais qui est maltraité par son maître. Les Simpson auront le cheval et l'inscrivent dans les courses hippiques. Il perd la première course car il a peur des autres chevaux, mais Homer et Bart le maquillent pour en faire un cheval terrifiant, et il gagnera les fois suivantes. Cela provoquera la jalousie des jockeys, qui invitent Homer dans leur repaire secret où ils se révèlent être des créatures elfiques maléfiques qui menacent Homer de manger son cerveau s'il ne perd pas. Avec l'aide de Marge et Lisa, Homer arrive à les mettre dans un sac poubelle envoyé à la décharge. Bill Clinton se rend chez les Simpson pour donner le prix à Lisa et son orchestre en disant que l'autre école n'avait pas droit aux tubes fluorescents.